# Детско-юношеское мультипликационное творчество
Детско-юношеское мультипликационное творчество — род художественной, игровой и педагогической деятельности, получивший распространение по мере развития кино и мультипликации.
Существует на стыке профессиональной мультипликации и педагогики, открыт для технологических нововведений (видео, компьютерная графика, сетевая анимация и т. д.), используется как терапевтическое средство.

## В мире
Одна из старейших детских анимационных школ существует с 1975 года в Чаковце, Хорватия (см. en:Škola Animiranog Filma) .

## В СССР
Сеть государственных учреждений внеклассого образования СССР (Дворцы пионеров, СЮТ /станции юных техников/) позволяла создание отдельных студий и многоуровневых художественных центров для детей и молодёжи. Как правило, мультипликационное направление возникало на базе существующих изостудий, фотокружков и киносекций. Развитие происходило спонтанно, благодаря усилиям энтузиастов: их деятельность поощрялись государственными знаками отличия, однако полученный экспериментальный опыт был слишком нов для внедрения в педагогических училищах и ВУЗах.
Одна из первых студий в СССР, «Флоричика» (FLORICICA), была создана В. И. Барбэ и И. И. Барбэ при Кишинёвском дворце пионеров в 1967 г. В 1973-74 гг. на её базе проводился одноимённый фестиваль детского кино, включавший в себя мультипликационное творчество. Работы студийцев участвовали в нескольких международных фестивалях, показывались на Берлинском телевидении. Среди выпускников студии (1967-77) — Владлен Барбэ.
- 1969 — «Аистята», Москва;
- 1973 — «Солнышко», Азов;
- 1973 — «Поиск», Новосибирск;
- 1973 — «Веснянка», Днепропетровск; на базе «Веснянки» существовал методический центр всесоюзного значения. Опыт работы суммирован в книге «Мультфильм руками детей» (Ю.Красный, Л. Курдюкова)
- 1984 — Детская мультипликационная студия «КРОК», Киев

## В современной России
Распространение цифровых технологий упростило создание любительских мультфильмов. В связи с этим, детская авторская мультипликация получила бурное развитие в России и странах СНГ. В настоящее время в России работают сотни детских студий мультипликации. Информацию о студиях можно найти на сайте «Ассоциации детских студий мультипликации».
С 2003 года в Новосибирске проводится открытый всероссийский мастер-класс фестиваль детского мультипликационного кино «Жар-Птица». Сайт фестиваля . Фестиваль стал крупнейшей летней школой мультипликации для детей и взрослых. Сотни юных мультипликаторов и руководителей студий в течение недели получают новые знания и навыки под руководством опытных мастеров — известных Российских и зарубежных мультипликаторов. В настоящее время, силами Ассоциации детских студий мультипликации, разрабатывается расширенный электронный каталог детских студий мультипликации и календарь фестивалей детской авторской мультипликации.
Постоянная студия детской анимации действует при ГЦСИ в Москве. Многочисленные проекты по созданию мультфильмов с детьми осуществляются выпускниками школы-студии «ШАР». Традиционным становится проведение анимационных мастерских для детей на «Большом фестивале мультфильмов».
В декабре 2013 года завершилась работа над всероссийским проектом по созданию мультфильма, в котором участвовали детские студии из 15 городов России. 15-минутный фильм был создан в рамках первого этапа проекта «Детская анимационная экспедиция: Всероссийский мультфильм», проводимого Ассоциацией анимационного кино и Фондом "Поддержки инициатив в области семьи и детства «Национальный детский фонд».

## Анимация и терапия
Ряд студий («Да» (недоступная ссылка), «Синий Кит») используют терапевтический потенциал детского анимационного творчества. Их опыт стал основой для регионального проекта Мульт-терапия 
Приемы анимационной терапии описаны в работе Ю.Красного «Арт — ВСЕГДА терапия», M.2006.